# Nessia deraniyagalai
Nessia deraniyagalai är en ödleart som beskrevs av  Taylor 1950. Nessia deraniyagalai ingår i släktet Nessia och familjen skinkar.
Artens utbredningsområde är Sri Lanka. Inga underarter finns listade i Catalogue of Life.